# Parque nacional del Triglav

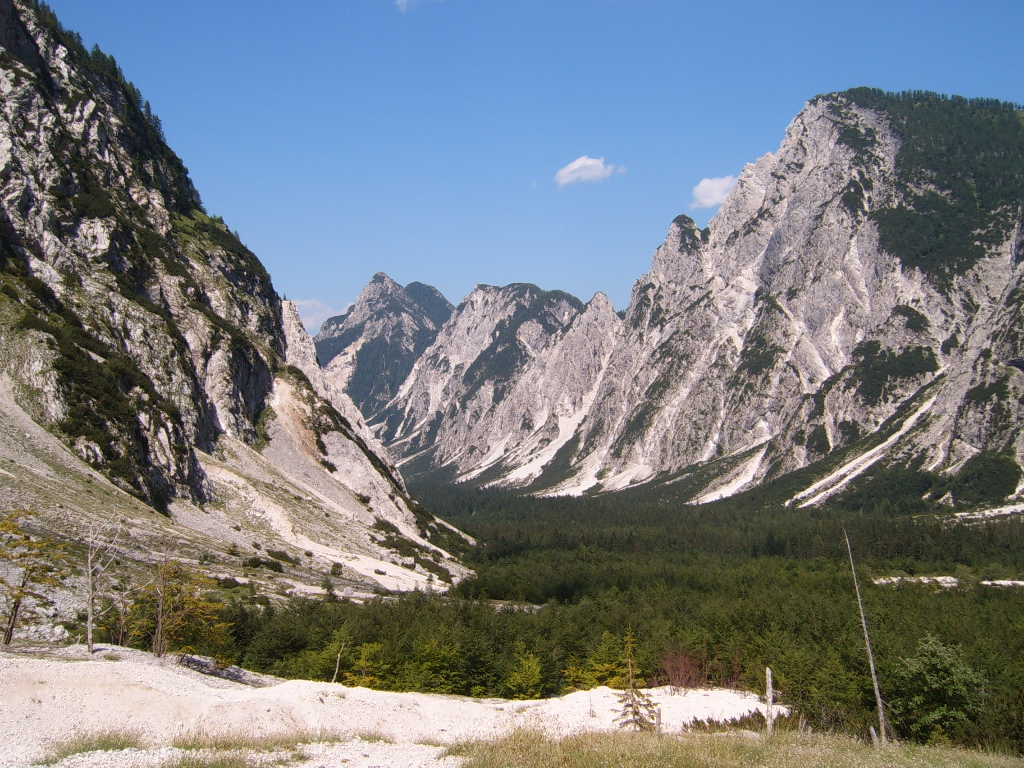
Valle de Planica.

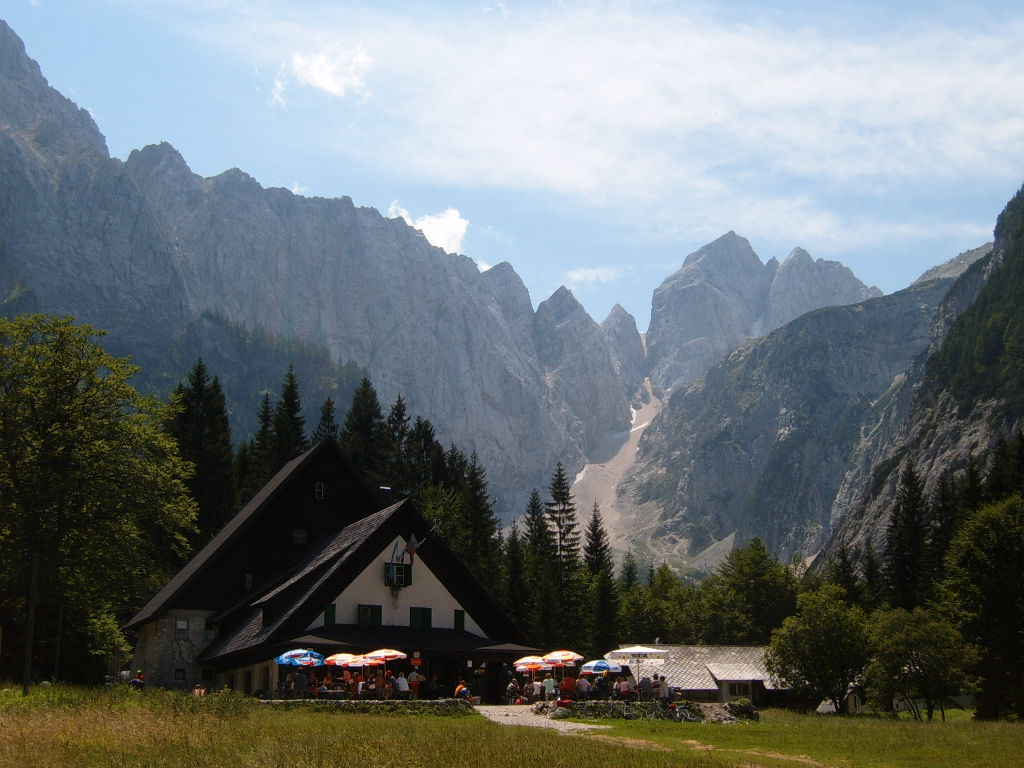
Tamar

El parque nacional del Triglav (en esloveno, Triglavski narodni park) es el único parque nacional de Eslovenia. Recibe su nombre por el monte Triglav, un símbolo nacional de Eslovenia.
El Triglav, la montaña más alta del país con 2864 m s. n. m., está casi en el centro del parque nacional. Desde él los valles se extienden radialmente, proporcionando agua a dos grandes sistemas fluviales que tienen sus fuentes en los Alpes Julianos: el Soča y el Sava, que desembocan al Adriático y al mar Negro, respectivamente.

## Historia
La propuesta de conservación se remonta al año 1906-1908, por el profesor Albin Belar. Pero la idea no se realizó. Sí que se llevó a cabo en 1924, cuando se fundó el Parque de conservación alpino en el Valle de los lagos del Triglav, con 1600 ha. Luego, por iniciativa de la Sección de Protección de la Naturaleza de la Sociedad del Museo Esloveno junto con la Sociedad alpinista eslovena, se estableció un usufructo sobre la zona del Valle de los Lagos Triglav, alrededor de 14 km². Estaba destinado a convertirse en un Parque de protección alpina, sin embargo la conservación permanente no fue posible en aquella época.
En 1961, después de muchos años de esfuerzo, la protección se renovó (esta vez, sobre una base permanente) y de alguna manera ampliada, abarcando alrededor de 20 km². El área protegida fue oficialmente designada como el Parque nacional del Triglav. Bajo esta ley, sin embargo, todos los objetivos de un verdadero parque nacional no se lograron y por esta razón a lo largo de las siguientes dos décadas se presentaron nuevas propuestas para la extensión y reorganización de la protección.
Finalmente, en 1981, se logró una reorganización y al parque se le dio un nuevo concepto y se amplió a 838 km² - el área que sigue abarcando en la actualidad. En 2003 los Alpes Julianos y el parque nacional Triglav fueron incluidos en la red NaB ("Hombre y Biosfera") de la Unesco.

## Naturaleza
El parque nacional Triglav se extiende a lo largo de la frontera con Italia y muy cerca de la frontera con Austria en el noroeste de Eslovenia. Prácticamente coincide con los Alpes Julianos orientales. 
El punto más alto del parque es el Triglav (2864 m s. n. m.) y el inferior, la garganta Tolminka (180 m s. n. m.). El paisaje está dominado por los plegamientos de los Alpes Julianos orientales, con cumbres apuntadas, laderas muy inclinadas y hondos valles glaciares. Los bosques se extienden por dos tercios del territorio del parque, predominando el las hayas en la parte meridional del parque. En la parte septentrional predominan las piceas y los alerces. En toda la zona hay manantiales kársticos, cursos de agua y lagos glaciares. La cresta que queda entre el Sava y el Soča marca la divisoria de aguas entre el Mediterráneo y el Mar Negro.

## Actividades humanas
Hay 25 localidades en el parque nacional, con un total de 2352 habitantes. De ellos, los municipios más habitados son Bovec, Bohinj, Kranjska Gora, Tolmin y Gorje. Se llevan a cabo actividades agrícolas con economía pastoral, así como artesanía de la madera y lana, así como el turismo. También es zona en la que se producen quesos de oveja.